# ピンクパンサー (アニメ)
『ピンクパンサー』（原題：The Pink Panther）は、デパティエ・フレレング・エンタープライズが制作したアメリカ合衆国のアニメーション作品群、及び同作品に登場するキャラクターである。
原作者はデイヴィッド・H・ディパティエとフリッツ・フレレング。短編タイトルには、ブレイク・エドワーズ' ピンクパンサー（Blake Edwards' Pink Panther）と英語で表記される。

## 概要
1964年公開の実写映画『ピンクの豹』に始まる映画シリーズのオープニングアニメーションに登場するキャラクターを主人公とした、いわばスピンオフ的な作品。1964年から1980年にかけてオリジナルの短編作品が124本（→参照）制作された。2004年から2013年までにかけてカートゥーン ネットワークなどで放映が継続されるなど、長期に渡る人気を保っている。
劇場短編の制作終了後も新作テレビアニメが数作品制作・放送が行われた。

### 日本での展開
日本国内では1968年に『サンダーバード6号』の併映として『いじわるヒョウ』の題で短編作品が2本公開された。その後、1970年にフジテレビの「巨泉にまかせろ!」内で短編作品がテレビ放送され、1972年にも再び単発番組として放送。その後、1977年4月から同年9月にかけて、東京12チャンネル（現：テレビ東京）の平日19:23 - 19:30枠や前述の『〜おもしろオリンピック』『マンガのくに』などで放送（1本のみ、ピンクの声優は不明）。
1980年8月9日にはオムニバス映画『ピンクパンサー&クルーゾー警部』が公開され、日本では1981年に東宝東和によって劇場公開された（ピンクの声優は青野武）。
1997年10月24日から1998年5月22日にかけて藤原啓治による日本語吹き替え版のVHSビデオが、ワーナー・ホーム・ビデオから発売された（日本語版脚本 - 永井寛孝）。
2004年から2013年までにかけてカートゥーン ネットワークにて樫井笙人による新吹替版が放送された。

## キャラクター
ピンクパンサー
声 - 青野武（オムニバス映画）、樫井笙人（短編による現行吹替版）、藤原啓治（ビデオ版）
その名の通り、ピンクの豹である。1964年3月18日生まれ（実写映画の公開日）。オスで、無口であるが喋る時もある。利口。足跡までピンクで、好きな色もピンクである。宝石泥棒であり、クルーゾー警部に追いかけられているが、逃げ切るのがオチである。オシャレで悪戯好き。1話完結のこのアニメでは、話によって様々な状況に置かれており初期はリトルマンを困らせて楽しんでいる役が多かったが、話数を追うに連れて、ピンクパンサー自身が事件に巻き込まれて行くケースが増えている。英語版の解説では、親しみを込めて「ピンク」と呼ばれている（YouTubeオフィシャルチャンネルより）。
クルーゾー警部
声 - 藤村有弘（短編によるフジテレビ版）、大塚周夫（オムニバス映画）
ピンクパンサーを捕まえようと追いかけている。しかし、ほとんど取り逃がしている。冷静沈着ではあるが、なぜか大惨事を起こす。
アント＆アードバーク
声 - 小形満（CN版アント）、山口登（CN版アードバーク）
ツチブタ（アードバーク）とアリ（アント）によるコンビである。アードバークはアントをよく食いたがり、追いかけている。基本的に仲は悪いが、結束することも。アントの叔母としてアードバークに匹敵するほどの体長をもつジャイアントさん（声 - よのひかり）というアリが登場したこともある。彼らの登場するパートのみ台詞があり吹き替えで放送される。
リトルマン
上記の4人以外のキャラクターはだいたいリトルマンでモブキャラとして描かれている。鼻が高く短気な性格。基本的には体が真っ白のリトルマンが登場する事が多い。なぜか自分の仕事がピンクパンサーにとって気に食わず邪魔される事がある。
グリーンパンチマーク
ピンクパンサーの「ピンクパンチ」の看板に、本来ピンクのマークだがなぜか緑色のマークになり、生命を持っている。ピンクパンサーはそれをピンクに染めたり、潰そうとしたがグリーンパンチマークの巨大な親らしきものにひどい目に合わされる。
ナレーター
声 - 銀河万丈（ビデオ版）

## 劇場短編リスト

### ピンクパンサー
全124話 ※カートゥーン ネットワークの吹替版は120本
| 話数 | 邦題 （CN版）                | 邦題 （ビデオ版）          | 原題                            | 劇場公開日      | 備考   |
| ---- | ---------------------------- | -------------------------- | ------------------------------- | --------------- | ------ |
| 1    | ピンクに塗ろう               | ペンキ騒動                 | The Pink Phink                  | 1964年 12月18日 |        |
| 2    | おやすみなさい               |                            | Pink Pajamas                    | 12月25日        |        |
| 3    | 真夜中のデパート             |                            | We Give Pink Stamps             | 1965年 2月12日  |        |
| 4    | ダイヤル"P"を回せ            |                            | Dial "P" for Pink               | 3月17日         |        |
| 5    | ピンクの方舟                 |                            | Sink Pink                       | 4月12日         | [ 8 ]  |
| 6    | 今宵あなたと                 |                            | Pickled Pink                    | 5月12日         |        |
| 7    | スパイを追え!                | 決死の情報部員             | Pinkfinger                      | 5月13日         |        |
| 8    | ショッキング・ピンク         |                            | Shocking Pink                   | 5月13日         |        |
| 9    | ダイヤモンドは永遠なり       |                            | Pink Ice                        | 6月10日         | [ 8 ]  |
| 10   | 安眠妨害                     |                            | The Pink Tail Fly               | 8月25日         |        |
| 11   | ピンク・アタック             |                            | Pink Panzer                     | 9月15日         |        |
| 12   | おしゃべり体重計             |                            | An Ounce of Pink                | 10月20日        |        |
| 13   | ピンク・フィッシング         |                            | Reel Pink                       | 11月16日        |        |
| 14   | 魔法のマント                 |                            | Bully for Pink                  | 12月14日        |        |
| 15   | ピンク・パンチ               | ピンク・ジュース           | Pink Punch                      | 1966年 2月21日  |        |
| 16   | ピンクのマイカー             | 安全運転がいいネ           | Pink Pistons                    | 3月16日         |        |
| 17   | ビタミン・ピンク             |                            | Vitamin Pink                    | 4月6日          |        |
| 18   | ピンクの青写真               | お家を建てよう             | The Pink Blue Print             | 5月25日         |        |
| 19   | ピンク・コンサート           |                            | Pink, Plunk, Plink              | 5月25日         |        |
| 20   | カメラにニッコリ             |                            | Smile Pretty, Say Pink          | 5月29日         |        |
| 21   | チューチュー・トラブル       |                            | Pink-A-Boo                      | 6月26日         |        |
| 22   | 魔法のランプ                 |                            | Genie with the Light Pink Fur   | 9月14日         |        |
| 23   | スーパーピンク               |                            | Super Pink                      | 10月12日        |        |
| 24   | いびきは迷惑                 |                            | Rock-A-Bye Pinky                | 12月23日        |        |
| 25   | 春が来るまで                 |                            | Pinknic                         | 1967年 1月6日   |        |
| 26   | おばけホテル                 |                            | Pink Panic                      | 1月11日         |        |
| 27   | ピンク・フラワー             | 花を咲かせよう             | Pink Posies                     | 4月26日         |        |
| 28   | クリーン・ピンク             | 街をきれいに               | Pink of the Litter              | 5月17日         |        |
| 29   | スリムを目指せ               |                            | In The Pink                     | 5月18日         |        |
| 30   | ピンク・パイロット           | ジェット・ピンク           | Jet Pink                        | 6月13日         |        |
| 31   | 南の島のピンク・パンサー     |                            | Pink Paradise                   | 6月24日         |        |
| 32   | いじわるな馬                 | 白い馬に気を付けろ         | Pinto Pink                      | 7月19日         |        |
| 33   | ベビー・ピンク               |                            | Congratulations! It's Pink      | 10月27日        |        |
| 34   | ワーキング・ピンク           |                            | Prefabricated Pink              | 11月22日        |        |
| 35   | マジック・ハウス             |                            | The Hand Is Pinker Than the Eye | 12月20日        |        |
| 36   | 不思議なお話                 |                            | Pink Outs                       | 12月27日        |        |
| 37   | たこあげで大迷惑             |                            | Sky Blue Pink                   | 1968年 1月3日   |        |
| 38   | ピンクの恩返し               | ご主人様のためならば       | Pinkadilly Circus               | 2月21日         |        |
| 39   | サイケデリック・ピンク       |                            | Psychedelic Pink                | 3月13日         |        |
| 40   | ビーチの出来事               |                            | Come On In! The Water's Pink    | 4月10日         |        |
| 41   | ピンク・スクーター           |                            | Put-Put, Pink                   | 4月14日         |        |
| 42   | G.Iピンク                    |                            | G.I. Pink                       | 5月1日          |        |
| 43   | ラッキー・ピンク             |                            | Lucky Pink                      | 5月7日          |        |
| 44   | 拾った25セント玉             |                            | The Pink Quarterback            | 5月22日         |        |
| 45   | スペース・ピンク             | 星空のピンク               | Twinkle, Twinkle Little Pink    | 6月30日         |        |
| 46   | ピンクの騎士                 |                            | Pink Valiant                    | 7月10日         |        |
| 47   | ピンク・ホスピタル           | 入院も命がけ               | The Pink Pill                   | 7月31日         |        |
| 48   | 石を運ぼう                   |                            | Prehistoric Pink                | 8月7日          |        |
| 49   | ピンク・ウォンテッド         |                            | Pink in the Clink               | 9月18日         |        |
| 50   | ピンク牧場の決闘             | 羊を飼おう                 | Little Beaux Pink               | 10月2日         |        |
| 51   | 3つの願い                    | 三つの願いごと             | Tickled Pink                    | 10月6日         |        |
| 52   | ピンク・スフィンクス         | 砂漠の宝さがし             | Pink Sphinx                     | 10月23日        |        |
| 53   | 大きな森の木の下で           |                            | Pink Is a Many Splintered Thing | 11月20日        |        |
| 54   | キケンなおつかい             |                            | The Pink Package Plot           | 12月11日        |        |
| 55   | ピンク・ロビンフッド         |                            | PinkCome Tax                    | 12月20日        |        |
| 56   | シンデレラ・ドリーム         | ピンク・シンデレラ         | Pink-A-Rella                    | 1969年 1月8日   |        |
| 57   | 害虫にご用心                 | 白アリ退治                 | Pink Pest Control               | 2月12日         |        |
| 58   | 横断歩道の渡り方             | 道路の渡り方               | Think Before You Pink           | 3月19日         |        |
| 59   | おじゃまします               |                            | Slink Pink                      | 4月2日          |        |
| 60   | 強力な目覚まし時計           | 早起きはつらいよ           | In the Pink of the Night        | 5月18日         |        |
| 61   | トウモロコシ戦争             | もろこし畑で…              | Pink on the Cob                 | 5月29日         |        |
| 62   | 生き残るのは誰だ?            | ジュラシック・ピンク       | Extinct Pink                    | 6月20日         |        |
| 63   | ハエ退治                     | ハエたたき                 | A Fly in the Pink               | 1971年 6月23日  |        |
| 64   | ピンク・カフェ               | コックも楽じゃない         | Pink Blue Plate                 | 7月18日         |        |
| 65   | チューバの練習               |                            | Pink Tuba-Dore                  | 8月4日          |        |
| 66   | ピンク・アクシデント         | 北陸よいとこ               | Pink Pranks                     | 8月28日         |        |
| 67   | しつこいノミ                 | ノミのすみか               | The Pink Flea                   | 9月15日         |        |
| 68   | ピンク・パンク               |                            | Psst Pink                       | 9月15日         |        |
| 69   | 迷惑なレストラン             |                            | Gong with the Pink              | 10月20日        |        |
| 70   |                              |                            | Pink-In                         | 10月20日        | [ 9 ]  |
| 71   | ボールを追いかけて           |                            | Pink 8 Ball                     | 1972年 2月6日   |        |
| 72   | 豪華客船の旅                 | 豪華船に乗って             | Pink Aye                        | 1974年 5月16日  |        |
| 73   | 森のヒーロー                 | 森の英雄                   | Trail of the Lonesome Pink      | 6月27日         |        |
| 74   | モナリザ・スマイル           |                            | Pink DaVinci                    | 1975年 6月23日  |        |
| 75   | ピンクのゲレンデ             | スキーのチャンピオン       | Pink Streaker                   | 6月27日         |        |
| 76   | おかしなお魚                 |                            | Salmon Pink                     | 7月25日         |        |
| 77   | ゆっくり眠りたい             |                            | Forty Pink Winks                | 8月8日          |        |
| 78   | おばけ屋敷へようこそ         |                            | Pink Plasma                     | 8月8日          |        |
| 79   | ピンクのぞうさん             | ピンク・エレファント       | Pink Elephant                   | 10月20日        |        |
| 80   | ピンクの森を大切に           |                            | Keep Our Forests' Pink          | 11月20日        |        |
| 81   | 飛べない小鳥                 |                            | Bobolink Pink                   | 12月30日        |        |
| 82   | ピンクが大流行               |                            | It's Pink But Is It Mink?       | 12月30日        |        |
| 83   | ピンク・リベンジ             |                            | Pink Campaign                   | 12月30日        |        |
| 84   | ピンクのヒーロー             |                            | The Scarlet Pinkernel           | 12月30日        |        |
| 85   | マジックハット               |                            | Mystic Pink                     | 1976年 1月6日   |        |
| 86   | アラビアン・ピンク           |                            | The Pink of Arabee              | 3月13日         |        |
| 87   | ただほど高いものはない       |                            | The Pink Pro                    | 4月12日         |        |
| 88   | ピンクの笛吹き               |                            | Pink Piper                      | 4月30日         |        |
| 89   | ピンクの伝令                 |                            | Pinky Doodle                    | 5月28日         |        |
| 90   | 名探偵ピンク・パンサー       |                            | Sherlock Pink                   | 6月29日         |        |
| 91   | ペットが欲しい               |                            | Rocky Pink                      | 7月9日          |        |
| 92   | ドクター・ヘルプ!            |                            | Therapeutic Pink                | 1977年 4月1日   |        |
| 93   | カメラマンは大変             |                            | Pink Pictures                   | 1978年 10月21日 |        |
| 94   | ゲームに夢中                 | ゲームセンターで遊ぼう     | Pink Arcade                     | 10月25日        |        |
| 95   | トイ・パンサー               |                            | Pink Lemonade                   | 11月4日         |        |
| 96   | ピンク・トランペット         |                            | Pink Trumpet                    | 11月4日         |        |
| 97   | しつこい雨雲                 |                            | Sprinkle Me Pink                | 11月11日        |        |
| 98   | 勘違いダイエット             |                            | Dietetic Pink                   | 11月11日        |        |
| 99   | ピンクU.F.O                  |                            | Pink U.F.O.                     | 11月26日        |        |
| 100  | 二つの顔を持つ男             |                            | Pink Lightning                  | 11月17日        |        |
| 101  | ピンク・ダディ               | ピンクパンサー、パパになる | Pink Daddy                      | 11月18日        |        |
| 102  | 不思議な豆の木               |                            | Cat And The Pinkstalk           | 11月18日        |        |
| 103  | ハエたたき                   |                            | Pink S.W.A.T.                   | 11月22日        |        |
| 104  | ここ掘れピンク               |                            | Pink and Shovel                 | 11月25日        |        |
| 105  | ピンク・サイコ               |                            | Pinkologist                     | 12月2日         |        |
| 106  | ヤンキー・ドゥードル・ピンク |                            | Yankee Doodle Pink              | 12月2日         | [ 10 ] |
| 107  | ピンク・スクープ             |                            | Pink Press                      | 12月9日         |        |
| 108  |                              | かわいいペット             | Pet Pink Pebbles                | 12月9日         | [ 11 ] |
| 109  |                              |                            | The Pink of Bagdad              | 12月9日         | [ 12 ] |
| 110  | トロピカル・クルーズ         |                            | Pink in the Drink               | 12月20日        |        |
| 111  | ダンシング・モンキー         | ピンク・ターザン           | Pink Bananas                    | 12月22日        |        |
| 112  | ピンクのシッポ               | ピンクのしっぽ             | Pinktails for Two               | 12月22日        | [ 13 ] |
| 113  | ピンク・ベッドタイム         |                            | Pink Z-Z-Z                      | 12月23日        |        |
| 114  | スターピンク                 |                            | Star Pink                       | 12月23日        |        |
| 115  | ピンク・モーニング           | 朝ごはんはたいへん         | Pink Breakfast                  | 1979年 2月1日   |        |
| 116  | 困ったアヒルの子             |                            | Pink Quackers                   | 4月4日          |        |
| 117  | ピンクの闘牛士               | ピンクの闘牛士             | Toro Pink                       | 4月4日          |        |
| 118  | ひもは続くよ どこまでも      |                            | String Along in Pink            | 4月12日         |        |
| 119  | ピンク・チェーンソー         |                            | Pink in the Woods               | 4月27日         |        |
| 120  | マグネット・パワー           | じしゃく騒動               | Pink Pull                       | 6月15日         |        |
| 121  | スパークプラグ               |                            | Spark Plug Pink                 | 6月28日         |        |
| 122  | ドクター・ピンク             |                            | Doctor Pink                     | 11月16日        |        |
| 123  | ピンク・ランドリー           |                            | Pink Suds                       | 12月19日        |        |
| 124  | スーパーへ行こう             | スーパーマーケット・ピンク | Supermarket Pink                | 1980年 2月1日   |        |

### アント&アードバーク
| 話数 | 邦題                         | 原題                            | 劇場公開日     |
| ---- | ---------------------------- | ------------------------------- | -------------- |
| 1    | アント・アンド・アードバーク | The Ant And The Aardvark        | 1969年 3月5日  |
| 2    | バイクで勝負                 | Hasty But Tasty                 | 3月6日         |
| 3    | 大邸宅へお引越し             | The Ant From Uncle              | 4月2日         |
| 4    | 負けてたまるか               | I've Got Ants In My Plans       | 5月14日        |
| 5    | ハイテクなんで信じるな       | Technology, Phooey              | 6月25日        |
| 6    | 人生って厳しい               | Never Bug An Ant                | 9月12日        |
| 7    | 俺は犬じゃない!              | Dune Bug                        | 10月27日       |
| 8    | サメと対決                   | Isle Of Caprice                 | 12月18日       |
| 9    | トラの恩返し                 | Scratch A Tiger                 | 1970年 1月28日 |
| 10   | アリの缶詰 争奪戦            | Odd Ant Out                     | 4月28日        |
| 11   | どっちが賢い?                | Ants In The Pantry              | 6月10日        |
| 12   | 珍種のアント                 | Science Friction                | 6月28日        |
| 13   | 森の仲間連盟                 | Mumbo Jumbo                     | 9月27日        |
| 14   | 冬はこりごり                 | The Froze Nose Knows            | 11月18日       |
| 15   | ビタミン剤でパワーアップ     | Don't Hustle An Ant With Muscle | 12月27日       |
| 16   | アントを助けろ               | Rough Brunch                    | 1971年 1月3日  |
| 17   | 退院はいつ?                  | From Bed To Worse               | 6月16日        |

## テレビアニメ
『ピンク・パンサー』（原題：The Pink Panther）のタイトルでアメリカでは1993年から1995年までに放送され、日本でも1994年から1995年にかけてテレビ東京系にて放送された。1995年4月以降はテレビ東京単独での放送となり、他5局での放送は打ち切りとなった。
本作はテレビ東京とMGMの共同出資によって製作されており、日米合作作品としても扱われている。
日本版の特徴として言語版には存在しない山口勝平が担当するナレーションが追加されている。キャストロールでの表記でこそ「ナレーター」だが、視聴者に対する案内のみならず、軽妙な口調で作中のキャラクターの言動に茶々を入れたり、次回予告で登場キャラクターと掛け合いをするなど、自由奔放な役回りを担っている。
他にも本作のみのオリジナルキャラとして、マッチョマンでアゴデカの男のアゴちゃんことエイブリィ・アゴ・ハリー、犬の犯罪組織のボスのドックファーザーと子分のルーイとパグ、ある南の島の主で魔力を持つ原住民のジャングルマン、アラスカに住むエスキモーのマクラック、オウムのピーちゃん、フォンシュマーティー博士、グラニーおばあちゃん、お転婆娘のセルマ、魔法使いのドラおばさんなどの個性豊かなキャラクターが登場した。

### スタッフ
- 製作総指揮 - ウォルター・ミリッシュ、マービン・ミリッシュ、ポール・サベラ、マーク・ヤング
- 製作・監督 - チャールズ・グローブナー、バイロン・ボーンズ
- 音楽 - アルバート・オルソン、ジェームズ・ステンプル
- アニメーションキャラクター・デザイン - デービッド・H・デバティー、フリッツ・フレレング
- アニメーション制作協力 -  宏廣動画
- 製作 - MGMアニメーション

#### 日本版スタッフ
- 翻訳 - 桜井裕子
- 脚色 - 濵中美樹
- ミキサー - 山田均
- 録音 - セントラル録音、神南スタジオ
- 効果 - リレーション
- 音楽協力 - テレビ東京ミュージック
- 制作担当 - 林隆司（東北新社）
- ディレクター - 高橋剛（東北新社）
- プロデューサー - 岩田圭介（テレビ東京）、福与雅子（東宝）
- 製作 - テレビ東京、東宝株式会社、東北新社

### 声の出演
- ピンクパンサー - 石井康嗣
- クルーゾー警部 - 青野武
- アント - 平田広明
- アードバーク - 大塚明夫
- リトルマン - 茶風林
- エイブリィ・アゴ・ハリー - 菅原正志
- ドックファーザー - 玄田哲章
- ルーイ - 藤原啓治
- パグ - 大川透
- ルーガー警部 - 内海賢二
- マーク - 緒方賢一
- レックス - 島香裕
- ジャングルマン - 江原正士
- マクラック - 桜井敏治
- ピーちゃん - 石森達幸
- フォンシュマーティー博士 - 坂東尚樹
- グラニーおばあちゃん - 中澤やよい
- セルマ - 川田妙子
- ドラおばさん - 京田尚子

### 主題歌
オープニングテーマ「ピンク・パンサーのテーマ」
作曲 - ヘンリー・マンシーニ / 編曲・演奏 - エディ・アーキン
曲の最後にピンク・パンサーが『ピンクが最高！（Pink Think!）』と言う。
日本語版には効果音が入っており、英語版には存在しない。これはDVDでそのまま収録されている。
エンディングテーマ「君らしく」
作詞 - 森川真澄美 / 作曲 - 吉村竜太 / 歌 - Emu
日本版のみ。

### 各話リスト
テレビ東京での放送順（シーズン1）。
| #  | サブタイトル                                               | 原題                                                        | 日本放送日     |
| -- | ---------------------------------------------------------- | ----------------------------------------------------------- | -------------- |
| 1  | スーパーピンク参上 アリクイをやっつけろ                    | Pink, Pink & Away Down on the Antfarm                       | 1994年 10月6日 |
| 2  | お願いだから眠らせて 恋するスポーツカー                    | Pink and Quiet The Pinky 500                                | 10月13日       |
| 3  | ユーレイなんて恐くない ピラミッドをつくろう!!              | The Ghost and Mr. Panther Cleopanthra                       | 10月20日       |
| 4  | サーカスは最高 ビッグフット冒険ツアー                      | Big Top Pinky Yeti Nother Bigfoot Story                     | 10月27日       |
| 5  | 楽園の王者 ドロボー逮捕大作戦                              | Pinky In Paradise Department Store Pinkerton                | 11月3日        |
| 6  | 白クジラスキッピー 友達は火星人                            | Moby Pink The Pink Stuff                                    | 11月10日       |
| 7  | ピザ屋さんは大騒ぎ 芸術家はつらいよ                        | Pink Pizza The Pink Painter                                 | 11月17日       |
| 8  | オオカミ男が出た! ナゾの大金持ち                           | Werewolf in Panther's Clothing Pink Paparazzi               | 11月24日       |
| 9  | ピンクでロック ジャジャ馬プリンセス                        | Rock Me Pink Pinkus Pantherus                               | 12月1日        |
| 10 | ごちそうをつかまえろ ドラおばさんの魔法教室                | Pilgrim Panther That Old Pink Magic                         | 12月8日        |
| 11 | タイムマシンで未来へいこう ジャングルの大スター            | Pink-anderthal Man Pink Kong                                |                |
| 12 | がんばれ!保安官 雪山でヤッホー!                            | The Magnificent Pink One Downhill Panther                   |                |
| 13 | ゴールドラッシュで大もうけ 秘密のロボちゃん                | 14 Karat Pink Robo-Pink                                     |                |
| 14 | エイリアンがやってきた ノラ犬ファミリー危機一発            | Pink Encounters Junkyard Pink Blues                         |                |
| 15 | 走れ!ピンク・ライダー ヒーローはぼくのもの                 | Pinky Rider Midnight Ride of Pink Revere                    |                |
| 16 | 人魚の宅配便 スーパーピンク対スモウニンジャ                | Pinky...He Delivers Super-Pink's Egg-cellent Adventure      |                |
| 17 | パンサー西部を行く 秘密兵器を取り返せ!                     | Cowboy Pinky Stealth Panther                                |                |
| 18 | 皇帝ピンカズマ オーストラリアは危険がいっぱい              | Pinkazuma's Revenge Pinky Down Under                        |                |
| 19 | おかしな魔神 大自然を守ろう                                | Pinkadoon A Camp-Pink We Will Go                            |                |
| 20 | 氷の国のパンサー 「コミック・ヒーロー/スーパー・ヒーロー」 | Icy Pink The End of Superpink?                              |                |
| 21 | 危ない高速列車 ビショビショ奮戦記                          | Trains, Pains and Panthers Wet and Wild Pinky               |                |
| 22 | ピンクの三銃士 笑って笑ってベル・ボーイ                    | All for Pink and Pink for All Service with a Pink Smile     |                |
| 23 | モジャモジャモンスター ズッコケ新魔球                      | From Hair to Eternity Strike Flea, You're Out!              |                |
| 24 | ギャング童話・シンデレピンク 祝・優勝!パンサーズ           | Cinderpink It's a Bird! It's a Pain! It's Superfan!         |                |
| 25 | 大ボケ警部登場 ロビン・フッドを捜せ!                       | Who's Smiling Now? (The Inspector) Rob'n Hoodwinked         |                |
| 26 | 優しい怪獣ネッシー お騒がせキューピッド                    | Hook, Line and Pinker Valentine Pink                        |                |
| 27 | ジュラシック・ピンク 虹のかなたにあるものは?               | Dino Sour Head The Luck O' the Pinkish                      |                |
| 28 | マッチョマン決定戦 大迷惑!ピンクシュタイン                 | Pantherobics Pinkenstein                                    |                |
| 29 | ニセクルーゾーあらわる! 街でプレー・ゴルフ                 | The Inspector... NOT! (The Inspector) Pink Links            |                |
| 30 | アメリカ横断大ボケ合戦 スノーマンは人気者                  | Stool Parrot (The Inspector) Pinky and Slusho               |                |
| 31 | オバケ退治引き受けます ファンキー・ピンキー・ティーチャー  | Panthergeist Pinky's Pending Pink Slip                      |                |
| 32 | やりたい放題 おジャマブタ アリVSアリクイ 宿命の対決!       | The Three Pink Porkers The Heart of Pinkness                |                |
| 33 | クルーゾー警部のペンフレンド わがまま巨人                  | The Inspector's Most Wanted (The Inspector) Pinky Appleseed |                |
| 34 | 花の手術ショー チビッ子パンサー                            | Calling Dr. Panther For Those Who Pink Young                |                |
| 35 | ジャングルマンの恋人 ピンクのサンタクロース                | Lights, Camera, Voodoo I'm Dreaming of a Pink Christmas     |                |
| 36 | ホットドッグ・スキャンダル 大統領の宝物                    | Wiener Takes All The Easter Panther                         |                |
| 37 | 警部・オブ・ザ・イヤー 王様になったパンサー                | The Inspector's Club (The Inspector) A Royal Pain           |                |
| 38 | ドッグファーザー脱獄計画 おたすけパイレーツ                | Black & White & Pink All Over Long John Pinky               |                |
| 39 | 警部のラブ・アタック ピンクノキオ物語                      | Digging for Dollars (The Inspector) Pinknocchio             |                |
| 40 | ハード・ボイルド・ピンク パンサー・ファミリー総登場!       | Pinky Up the River Beach Blanket Pinky                      |                |

### 放送局
| 放送地域       | 放送局                    | 放送期間                      | 放送日時           | 系列                  |
| -------------- | ------------------------- | ----------------------------- | ------------------ | --------------------- |
| 関東広域圏     | テレビ東京                | 1994年10月6日 - 1995年3月30日 | 木曜 18:00 - 18:30 | テレビ東京系列        |
| 愛知県         | テレビ愛知                | 1994年10月6日 - 1995年3月30日 | 木曜 18:00 - 18:30 | テレビ東京系列        |
| 大阪府         | テレビ大阪                | 1994年10月6日 - 1995年3月30日 | 木曜 18:00 - 18:30 | テレビ東京系列        |
| 北海道         | テレビ北海道              | 1994年10月6日 - 1995年3月30日 | 木曜 18:00 - 18:30 | テレビ東京系列        |
| 岡山県・香川県 | テレビせとうち            | 1994年10月6日 - 1995年3月30日 | 木曜 18:00 - 18:30 | テレビ東京系列        |
| 福岡県         | TXN九州                   | 1994年10月6日 - 1995年3月30日 | 木曜 18:00 - 18:30 | テレビ東京系列        |
| 全国放送       | BSジャパン                | 2002年 - 不明                 | 不明               | テレビ東京系列 BS放送 |
| 全国放送       | スーパーチャンネル        | 1996年7月21日 - 8月30日       |                    | CS放送                |
| 全国放送       | カートゥーン ネットワーク | 不明                          | 不明               | CS放送                |

## その他
1990年にはブリヂストンのテレビCMのキャラクターとして採用されている。
1995年、山佐によりこの作品とのタイアップによるパチスロ機『ピンクパンサー』が製作、販売された。これは現在では多数作られているパチンコ・パチスロのタイアップ商品第1号である。
誕生40周年を迎えた翌年の2005年には、安室奈美恵のアルバムQueen of Hip-Popの収録曲『WoWa』のPVにも出演した。ちなみに、コラボにより安室奈美恵に似せたといわれる女性版ピンクパンサーなるものが作られている。
このほか、ユニバーサル・スタジオ・ジャパンでは本作の関連グッズが販売されている。

## 関連作品
- ピンクパンサー&サンズ

1984年にハンナ・バーベラ・プロダクションが制作した全編新作のテレビアニメ。日本では1988年にフジテレビにて『ピンクパンサーわんぱく隊』というタイトルで放送。
- ピンクパンサー&パルズ

2010年に制作・放送が行われたテレビアニメ。合間に『アント&アードバーク』を挟んだ3本構成での放送を実施。